# ناقل السيروتونين

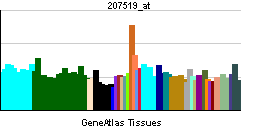

ناقل السيروتونين (اختصاراً SERT أو 5-HTT) هو بروتين ناقل أحادي الأمين في جسم الإنسان ومهمته نقل واسترداد جزيئات السيروتونين من الصدع المشبكي إلى الطرف قبل المشبكي من أجل إعادة الاستخدام. إن عملية نقل السيروتونين بهذا البروتين تؤدي إلى إنهاء فعل وأثر السيروتونين وتعمل على إعادة تدويره بأسلوب يعتمد على الصوديوم. يعد هذا البروتين هدفاً للعديد من صنف عقاقير مثبطات استرداد السيروتونين الانتقائية (SSRI) ومضادات الاكتئاب ثلاثية الحلقات.
يشفّر هذا البروتين في الجسم من الجين SLC6A4. ووجد أن التعديلات المرتبطة بالبنية على محفز هذا الجين سيكون لها آثار على معدل استرداد السيروتونين، ويمكن أن تلعب دوراً في متلازمة موت الرضع الفجائي، وفي السلوك العدواني عند مصابي مرض آلزهايمر واضطراب الكرب التالي للصدمة النفسية، بالإضافة إلى قابلية العرضة للاكتئاب عند الناس المعانين من الصدمة النفسية.

## اقرأ أيضاً
- سيروتونين
- مستقبل السيروتونين
- مثبطات استرداد السيروتونين الانتقائية
- ناقل الدوبامين